# Marc Martin (photographe)
Pour les articles homonymes, voir Marc Martin (homonymie).
Marc Martin (né le 1er juin 1971 à Roubaix) est un photographe, réalisateur et auteur français. Il est connu pour ses œuvres poétiques, érotiques et engagées sur les masculinités et les cultures LGBT+.  
Son travail se situe aux frontières de l'art contemporain et de la pornographie. Il vit et travaille entre Paris, Berlin et Bruxelles, où il conçoit fréquemment des expositions qui mêlent ses œuvres individuelles, collectives, et ses influences.  
Salué pour son travail sur la drague entre hommes dans l'espace public, et notamment dans les "tasses", toilettes publiques ayant servi de lieux de rencontre au cœur des villes pour les homosexuels jusqu'à la fin du XXe siècle, Marc Martin remporte le Prix Sade du Livre d'Art en 2020. Son ouvrage, Les Tasses - Toilettes publiques, affaires privées, est tiré de l'exposition qu'il a montée en 2017 au Schwules Museum à Berlin puis en 2019 au Point Éphémère à Paris.      

## Biographie

### Enfance
Marc Martin naît en 1971 dans le Nord de la France. Il se décrit à posteriori comme un enfant efféminé : une qualité qui l'amène à faire face à l'injure mais qu'il déclare toutefois chérir, à l'occasion de son exposition Mauvaises vies ? (Bruxelles, 2025) .    

### Débuts
Marc Martin se fait d'abord connaître en tant que photographe et vidéaste à Paris, où il réside et travaille en parallèle des projets qu'il mène à Berlin. Il présente en 2016 et 2017 ses courts-métrages pornographiques Ketchup Mayo, Plastic Fluids et Soupeur de tasse au programme du Porn Film Festival de Berlin.Son exposition en 2017 au Schwules Museum de Berlin sur les pissotières comme lieux de rencontre et d'échange sociaux et sexuels aux XIXe et XXe siècles confirme son rôle d'artiste de l'intime. Surtout, il prouve par ce projet qu'il cherche avant tout à redéfinir les frontières de l'acceptable et de l'obscène, y-compris au sein même des communautés LGBT+.

### Travail sur les masculinités
Les œuvres photographiques et vidéo de Marc Martin comme les expositions qu'il organise et met en scène interrogent le genre et jouent avec les stéréotypes qui lui sont associés. À travers la nudité et la pornographie, ses séries photographiques s'intéressent à la notion de beau en art et jouent avec les représentations du modèle masculin. Dans Beau Menteur par exemple, un projet qui fait intervenir l'acteur pornographique homosexuel François Sagat, Marc Martin redéfinie les façons de s'afficher en public en tant qu'homme et explore le corps masculin nu comme outil d’expression libéré des représentations dominantes. 
En 2024, il se fait remarquer pour son travail en collaboration avec l'ancien champion de MMA et jeune comédien Mathis Chevalier, qu'il met à nu à plusieurs reprises devant son objectif. Ensemble, leur travail interroge là encore les masculinités hégémoniques, notamment dans le sport. 

## Œuvre

### Livres d'art
- 2020 : Marc Martin. Les Tasses - Toilettes publiques, affaires privées. Paris : Agua. (ISBN 978-2-9553078-6-1)
- 2023 : Marc Martin. Beau Menteur. Paris : Agua.  (ISBN 978-2492311024)
- 2024 : Marc Martin et Mathis Chevalier. Tomber des nu(e)s. Paris : Agua. (ISBN 978-2-492311-06-2)
- 2024 : Marc Martin et Jona James. SO WHAT?!  Paris : Agua. (ISBN 978-2-492311-07-9)

### Expositions
- 2016 : Dur Labeur, Au Bonheur du jour, Paris, 2016[11]
- 2017-2018 : Marc Martin: Fenster zum Klo. Public Toilets & Private Affairs. Schwules Museum, Berlin[12]
- 2019 : Marc Martin : Les tasses, toilettes publiques – affaires privées. Point Éphémère, Paris[13]
- 2021 : Marc Martin, Beau Menteur, Galerie Mille Lieux, Paris[14]
- 2024 : Marc Martin – Jona James, SO WHAT ?! Eisenherz, Berlin[15]
- 2024-2025 : Tomber des nu(e)s : Marc Martin, Mathis Chevalier. Galerie Obsession, Paris[16]
- 2025 : Marc Martin : Mauvaises vies ? LaVallée, Bruxelles[17]

### Filmographie
- 2018 : Tearoom Tracks, avec Pierre Emö et Mickael Extatis[18]
- 2022 : Mon CRS[19]

## Distinctions
- Trophée de l'initiative en librairie aux Trophées de l'édition 2021 pour le succès dans la librairie parisienne Les Mots à la bouche de son ouvrage-coffret Beau menteur[20]
- Prix Sade du Livre d'Art 2020 pour Les Tasses[21]